# Phymata pacifica
Phymata pacifica är en insektsart som beskrevs av Evans 1931. Phymata pacifica ingår i släktet Phymata och familjen rovskinnbaggar.

## Underarter
Arten delas in i följande underarter:
- P. p. pacifica
- P. p. stanfordi